# Andreas Geßmann

Wappen von Andreas Geßmann

Andreas Geßmann (* 16. Januar 1969 in Wesel) ist ein römisch-katholischer Geistlicher und Weihbischof in Essen.

## Werdegang
Andreas Geßmann absolvierte zunächst ein Studium als Diplom-Verwaltungswirt und arbeitete ab 1992 bei der Stadt Wesel. Er war zuletzt im Stadtplanungsamt seiner Geburtsstadt tätig. 1995 begann er an der Ruhr-Universität Bochum ein Theologiestudium, um Priester zu werden. Er wurde 2002 für das Bistum Essen zum Diakon und am 6. Juni 2003 zum  Priester geweiht und war anschließend Kaplan in den Essener Gemeinden St. Andreas (Rüttenscheid) und St. Mariä Empfängnis (Holsterhausen). Neben der seelsorglichen Tätigkeit studierte er an der Katholisch-Theologischen Fakultät der Ludwig-Maximilians-Universität in München Pastoraltheologie und wurde hier 2014 mit „summa cum laude“ zum Doktor der Theologie promoviert. Seine Dissertation über die Beziehungen zwischen neuen geistlichen Bewegungen und der Pfarrgemeinde wurde mit dem Johann-Michael-Sailer-Preis der Fakultät gewürdigt. Die Professor-Dr.-Heribert-Heinemann-Stiftung in Essen zeichnete Geßmanns Arbeit mit dem Förderpreis für besondere wissenschaftliche Leistungen aus.
Von 2013 bis 2016 war Geßmann Pastor in der Pfarrei St. Antonius im Essener Westen, seit 2016 leitet er als Pfarrer die Pfarrei St. Laurentius im Essener Osten (Steele, Kray, Horst, Freisenbruch).
Papst Franziskus ernannte Andreas Geßmann am 14. November 2024 zum Titularbischof von Castro di Sardegna und zum Weihbischof im Bistum Essen. Er wird Nachfolger des emeritierten Weihbischofs Wilhelm Zimmermann. Die Bischofsweihe durch den Bischof von Essen Franz-Josef Overbeck fand am 2. Februar 2025 statt. Mitkonsekratoren waren der Essener Weihbischof Ludger Schepers und sein Vorgänger im Amt Wilhelm Zimmermann. Geßmann entschied sich für den Wahlspruch „Das Reich Gottes ist nahe. Kehrt um und glaubt an das Evangelium“ (Mk 1,15 ). Im Bistum Essen ist Geßmann zudem Bischofsvikar für Ökumene und den interreligiösen Dialog.

## Veröffentlichung
- Chance oder Störfaktor? Die Beziehung zwischen neuen geistlichen Bewegungen und Pfarrei. Pustet Verlag, Regensburg 2015, ISBN 978-3-7917-2674-8 (= Dissertation).